# Salars
Els salars són un poble turcman de religió musulmana que viuen al nord-est de la Xina. En xinès s'anomenen "sala". Al cens del 2000 eren 104.503 persones i el 1984 a tota la Xina eren 69.000, però la major part viu a la prefectura autònoma Sala de Hsün-hua a la província de Qinghai on el 1984 eren 49.000. Se'ls considera part del grup turc oghuz i parlen la llengua salar.
Haurien emigrat des de Samarcanda vers 1370 a l'inici de l'imperi Ming. La tribu era coneguda aleshores com a salor o salar. Eren un nombre reduït i no comencen a ser esmentats regularment fins a l'inici del segle xviii. El 1781 es van dividir en dues sectes: la secta de la Nova Doctrina (Jahriyya) i la de va Vella Doctrina; la Nova Doctrina fou combatuda per l'imperi i es van produir diverses revoltes locals fins al final del segle xix. Els salars estaven repartits originalment en 11 kungs o comunitats i al segle xix en quedaven 8. Es dedicaven a l'agricultura, la ramaderia, la pesca i activitats similars. Disposaven de nou mesquites grans i diverses subordinades. Van combatre a l'exèrcit musulmà contra els japonesos. Han Youwen, un general salar de l'Exèrcit Revolucionari Nacional i membre del Kuomintang, es va passar als comunistes i va arribar a dirigir el Xinjiang. Sota el govern comunista foren reconeguts com una de les 55 nacionalitats minoritàries.